# 1496

## أحداث
- تأسيس مدينة سان كريستوبال دي لا لاغونا وتقع حاليا في إسبانيا.
- تأسيس مدينة سانتو دومينغو على يد بارتولوميو كولومبوس وتقع حاليا في جمهورية الدومينيكان.

## مواليد
- غوستاف الأول
- ماري تيدور ملكة فرنسا

## وفيات
- قايتباي